# Vibranium
Vibranium – fikcyjny metal, który pojawia się w komiksach publikowanych przez Marvel Comics. Jest najbardziej znany jako materiał, z którego została stworzona tarcza Kapitana Ameryki, ale jest również powiązany z Czarną Panterą i jego ojczyzną Wakandą (fikcyjnym krajem w Afryce).

## Historia pojawiania
Vibranium po raz pierwszy pojawiło się w Daredevil #13 (luty 1966). Zostało przedstawione jako metal o niezwykłych właściwościach. W kolejnych komiksach pojawiło się kilka odmian, które mogą być znalezione w odizolowanych regionach na całym świecie. Pierwsza odmiana ostatecznie stała się znana jako Anty-Metal, którym można było przeciąć każdy znany człowiekowi metal. Początkowo anty-metal występował tylko w Antarktyce. Następnie w Fantastycznej Czwórce #53 (sierpień 1966, Stan Lee i Jack Kirby) nowy wariant vibranium został wprowadzony do odizolowanego kraju Wakanda. Ta odmiana mogła absorbować dźwięk i to ona jest najczęściej utożsamiana z „vibranium”.

## Fikcyjna historia
Vibranium pojawiło się na Ziemi za sprawą meteorytu dziesięć tysięcy lat temu. Pierwsze udokumentowane odkrycie Vibranium nastąpiło podczas wyprawy na Antarktykę. Ten szczególny izotop Vibranium został nazwany Anty-Metalem – stosownie do jego właściwości rozpuszczania innych metali.
Inna odmiana znaleziona w Wakandzie absorbowała fale dźwiękowe i wszelkie wibracje włączając w to energię kinetyczną. Została odkryta przez króla Wakandy T'Chaka, ojca Czarnej Pantery T'Challa. Aby chronić złoża, ukrył swój kraj przed światem zewnętrznym. T'Chaka ufundował edukację swojego kraju przez okazyjną wyprzedaż części zasobów metalu. W rezultacie Wakanda stała się jednym z najbardziej rozwiniętych technologicznie państw.